# Laxita
Laxita is een geslacht van vlinders uit de familie van de prachtvlinders (Riodinidae), onderfamilie Nemeobiinae.
Laxita werd in 1879 voor het eerst wetenschappelijk beschreven door Butler.

## Soorten
Laxita omvat de volgende soorten:
- Laxita ischaris (Godart, 1824)
- Laxita teneta (Hewitson, 1861)
- Laxita thuisto (Hewitson, 1861)